# Popioły (film)
Popioły – polski film fabularny z 1965 roku w reżyserii Andrzeja Wajdy, nakręcony według scenariusza Aleksandra Ścibora-Rylskiego na podstawie powieści Stefana Żeromskiego o tym samym tytule. Tematem filmu są przede wszystkim losy polskiego szlachcica Rafała Olbromskiego (Daniel Olbrychski), który dołącza do armii Napoleona Bonaparte, co staje się pretekstem do krytycznego spojrzenia na polski udział w wojnach napoleońskich.
Film Wajdy, pełen rozmachu, wywołał burzliwą dyskusję zarówno na temat rzetelności adaptacji powieści Żeromskiego, jak i na temat polskiej tożsamości narodowej. Jakkolwiek początkowo film uznawano za nieudany bądź obrazoburczy, wraz z upływem czasu Popioły poddawano rehabilitacji. Choć nadal krytykowano niefortunny dobór aktorów (z wyjątkiem roli Olbrychskiego), ceniono podważenie przez reżysera romantycznej wizji historii.

## Fabuła

Adolph Northen, Napoleon's retreat from Moscow, 1851. Ostatnia scena filmu przedstawia odwrót sił napoleońskich spod Moskwy, przy ogromnych stratach własnych

Akcja filmu toczy się w Europie w czasie wojen napoleońskich. Na tle wielkich wydarzeń przedstawione są losy polskiego szlachcica Rafała Olbromskiego, który szuka sensu życia i swojej drogi życiowej. Początkowo zostaje sekretarzem u bogatego arystokraty Gintułta, pod którego wpływem wstępuje do loży masońskiej. W tym okresie swojego życia przeżywa też liczne romanse z pięknymi kobietami. Ostatecznie postanawia wstąpić w szeregi armii polskiej, która u boku Napoleona, według jego mniemania, niesie wolność Polsce i innym uciśnionym ludom Europy. Towarzyszy mu w tym przyjaciel Krzysztof Cedro. Obaj szybko przekonują się, że rzeczywistość wojenna odbiega od ideałów rewolucyjnych, w które wierzyli. Wkrótce potem los ich rozdziela. Krzysztof trafia do polskiej armii w Hiszpanii, bierze udział w oblężeniu Saragossy oraz w bitwie pod Somosierrą, Rafał zaś zostaje w Polsce i uczestniczy w bitwie pod Raszynem. Następnie występuje z armii i osiada w swoim majątku. Obaj przyjaciele spotykają się ponownie w 1812 roku w przededniu wielkiej wojny z Rosją. Krzysztof namawia zniechęconego do wojny Rafała, by jeszcze raz zaciągnął się w szeregi. Rafał daje się namówić, jednak wojna kończy się klęską.

### Adaptacja literackiego pierwowzoru
Film powstał jako ekranizacja powieści Popioły. Ponieważ dzieło Stefana Żeromskiego charakteryzowało się skomplikowaną konstrukcją, w procesie adaptacji konieczne były pewne uproszczenia. Spośród trzech linii fabularnych – Olbromskiego, Cedry i Gintułta – Wajda skupił się przede wszystkim na historii Rafała. Linia Krzysztofa Cedry również była rozległa, reżyser połączył tę postać z powieściowym Jarzymskim – próżniaczym przyjacielem Rafała. Najbardziej okrojono wydarzenia związane z księciem Gintułtem, który w filmie pełni pomocniczą funkcję wobec linii Olbromskiego – pojawia się głównie tam, gdzie jest to niezbędne dla rozwoju historii Rafała. Andrzej Wajda zrezygnował z przedstawiania wielu bitew, obecnych w powieści. Spośród scen militarnych przedstawił głównie te, które w negatywny sposób pokazywały udział Polaków w wojnie – czy to ze względu na popełniane przez nich brutalne czyny, czy też z uwagi na znaczne straty. Reżyser dodał natomiast dwie sceny batalistyczne niewystępujące w powieści. Pierwszą z nich była reminiscencja szarży szwoleżerów podczas bitwy pod Samosierrą. Drugą zaś był kończący film obraz ucieczki armii napoleońskiej po porażce w kampanii rosyjskiej. Dobór scen oraz dodane zakończenie (powieść kończyła się w momencie wyruszenia przeciwko Rosji) znacznie zmieniały wymowę pierwowzoru. Powieść Żeromskiego cechowała się pewnym optymistycznym spojrzeniem historiograficznym na opisywane wydarzenia, podczas gdy Wajda ocenia pokolenie walczące u boku Napoleona jako zaślepione i ponoszące niepotrzebne ofiary – w ostatniej scenie przedstawiono symbolicznie oślepionego Rafała. W filmie znacznie słabiej wybrzmiewa również kwestia przemiany od zaściankowej szlachty w stronę społeczeństwa nowoczesnego, którą pisarz przedstawił przede wszystkim w dialogach, w większości nieobecnych na ekranie.

## Obsada
Źródło: Filmpolski.pl

- Daniel Olbrychski – Rafał Olbromski
- Bogusław Kierc – Krzysztof Cedro
- Piotr Wysocki – Jan Gintułt
- Beata Tyszkiewicz – księżniczka Elżbieta
- Pola Raksa – Helena de With
- Władysław Hańcza – ojciec Rafała
- Jan Świderski – generał Michał Sokolnicki
- Jan Koecher – generał de With
- Zbigniew Sawan – ojciec Krzysztofa
- Józef Duriasz – Piotr Olbromski
- Janusz Zakrzeński – Napoleon Bonaparte
- Stanisław Zaczyk – książę Józef Poniatowski
- Jan Nowicki – kapitan Wyganowski
- Roman Sykała – hajduk
- Stanisław Marian Kamiński – szlachcic
- Tomasz Zaliwski – kompan księcia Józefa
- Ryszard Pietruski – przewoźnik na rzece
- Krzysztof Litwin – kompan księcia Poniatowskiego
- Arkadiusz Bazak – kompan księcia Poniatowskiego
- Stanisław Mikulski – żołnierz
- Anna Narowska – Mary Cedro (nie występuje w napisach)
- Marian Wojtczak

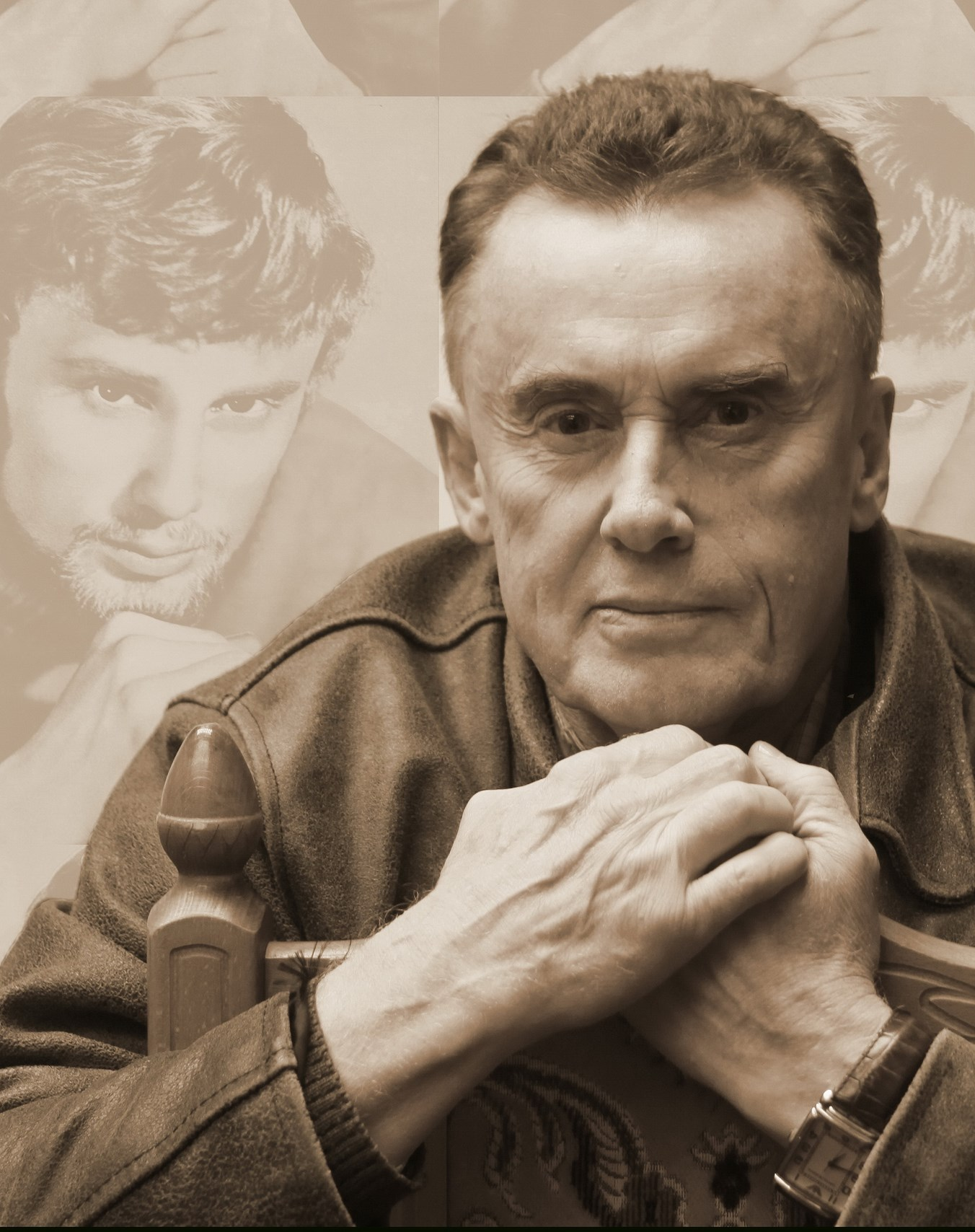
Daniel Olbrychski
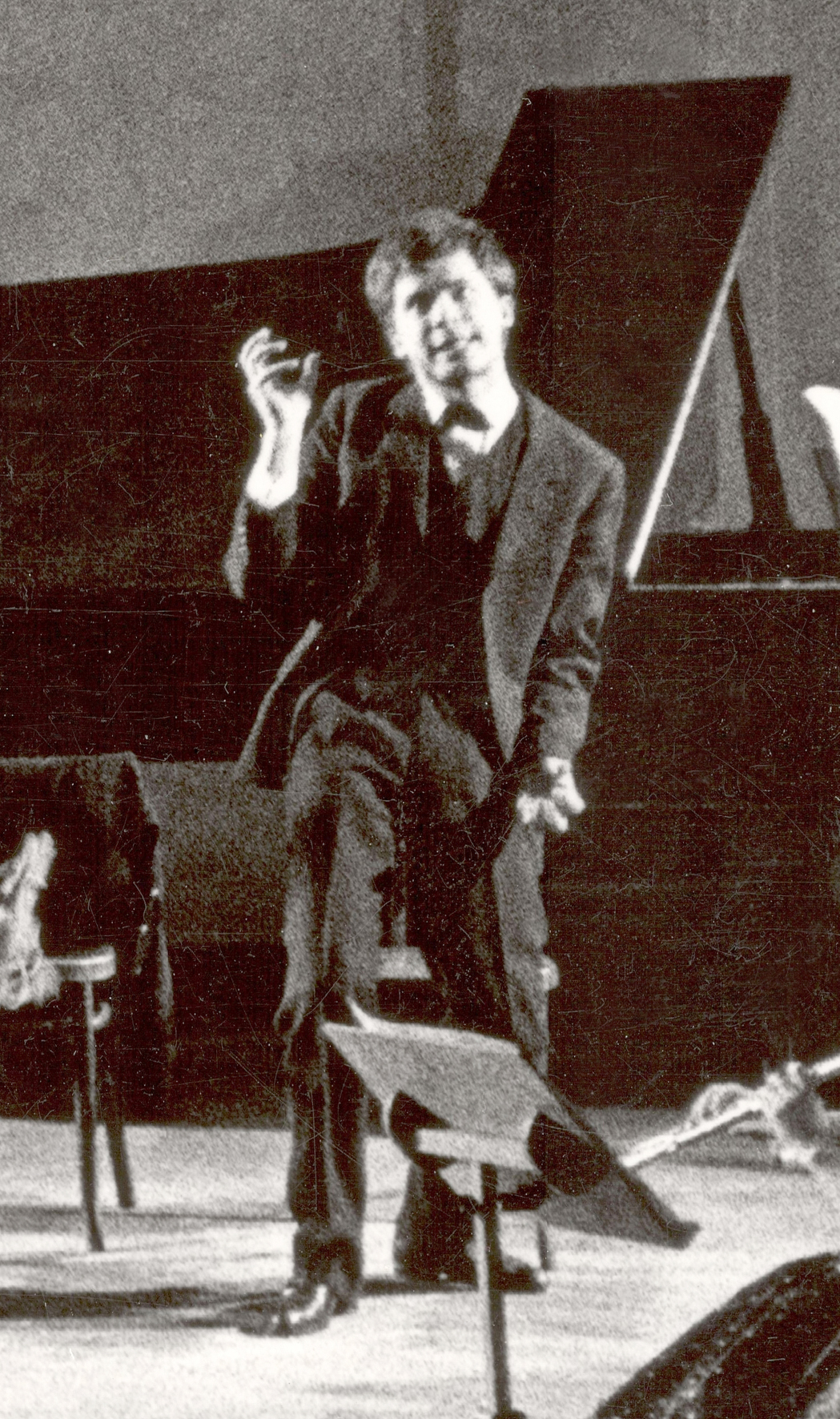
Bogusław Kierc
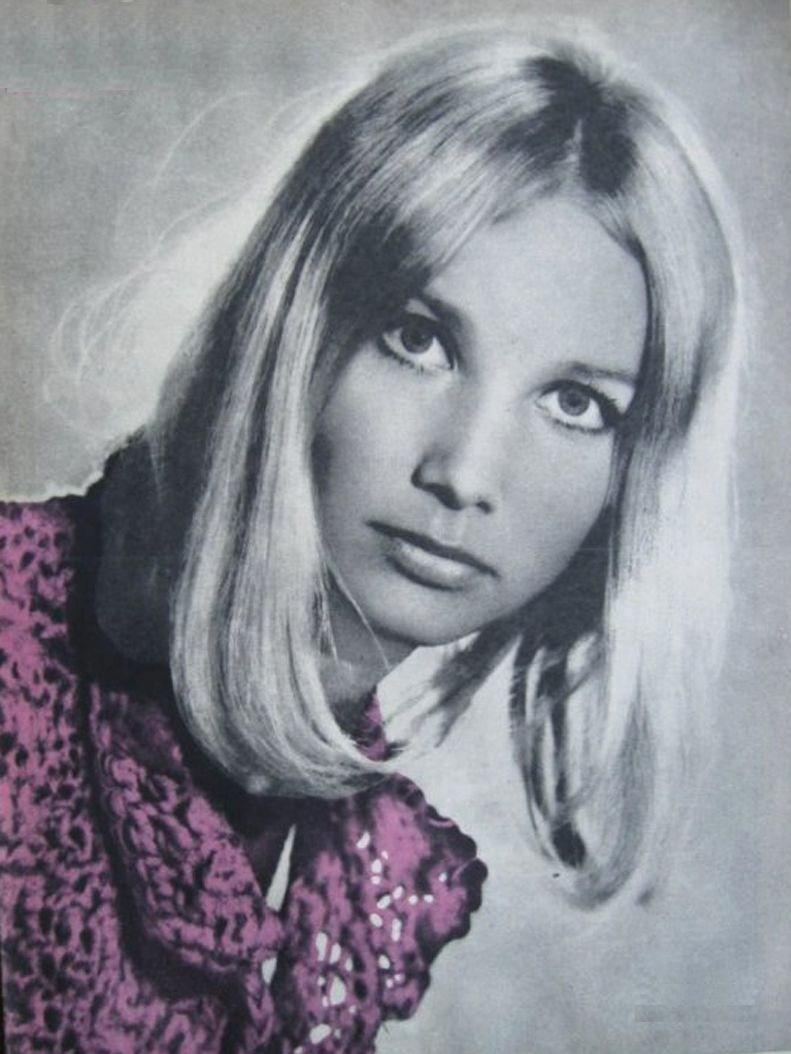
Pola Raksa

## Produkcja

### Prace przygotowawcze

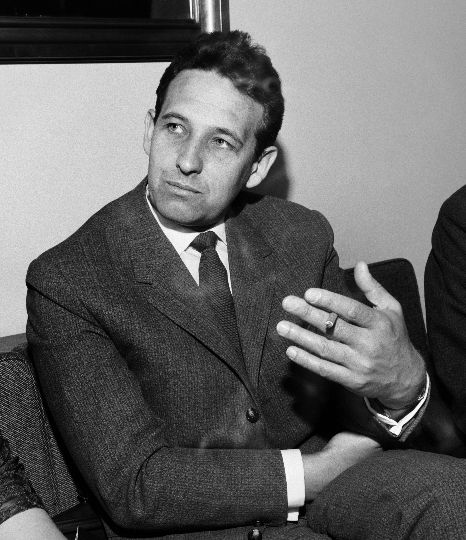
Andrzej Wajda, reżyser filmu (1963)

Popioły zostały wyprodukowane w Zespole Filmowym „Rytm” pod kierownictwem Jana Rybkowskiego, Włodzimierza Śliwińskiego i Konstantego Lewkowicza, z udziałem scenarzysty Aleksandra Ścibora-Rylskiego, operatora Jerzego Lipmana, scenografa Antoniego Radzinowicza oraz kostiumologów Ewy Starowieyskiej i Jerzego Szeskiego. Przystępując do realizacji Popiołów wraz ze swoimi asystentami Andrzejem Żuławskim i Andrzejem Brzozowskim, reżyser Andrzej Wajda (zainspirowany podpowiedzią Rybkowskiego) stawiał sobie ambitny cel reinterpretacji powieści Stefana Żeromskiego:
[...] nie interesuje mnie literatura zgody narodowej [...]. Interesuje mnie Żeromski, który jest pełen goryczy, pełen tych sprzeczności, które są rzeczywistymi sprzecznościami [...]. [...] najważniejsze jest [...], aby nasza wizja przedstawiona na ekranie była na tyle przekonywająca, logiczna i sugestywna, żeby ci wszyscy, którzy powieść znają – uznali ją nie za naszą, lecz własną. A dla tych, którzy powieści nie czytali, żeby stała się w ogóle jedyną wersją Popiołów.
Wajda za swoich mistrzów kina uznawał Federica Felliniego i Akirę Kurosawę, podziwiając charakteryzujący ich pracę ruch, dzięki któremu „przypadkowość podniesiona została do najwyższej rangi i w niej niby marginesowo i niezamierzenie wspaniałe są czytelne i widoczne wszystkie elementy opowiadania. Ten styl prawdziwego kina obcy jest wymęczonej estetyce długich, niekończących się ujęć […]. Popioły pokuszą się o ten «normalny» język kina”.

### Zdjęcia
Prace nad Popiołami zostały rozpoczęte pod koniec roku 1963, kiedy Wajda dowiedział się, że nie ma pozwolenia na ekranizację pierwotnej wersji Człowieka z marmuru ani Bram raju Jerzego Andrzejewskiego. Rozpoczęły się przygotowania na szeroką skalę. Pomocy realizatorom udzieliła radziecka kinematografia, pożyczając ekipie filmowej część rekwizytów z równolegle kręconego filmu Siergieja Bondarczuka Wojna i pokój (1967). Film zrealizowany został dzięki pomocy Ministerstwa Obrony Narodowej oraz jednostek Armii Bułgarskiej, Zjednoczenia Hodowli Zwierząt Państwowych Stadnin Koni w Bogusławicach, Walewicach i Starogardzie.
Jerzy Lipman jako operator filmu zadbał o kręcenie dynamicznych scen widowiskowych; Anatol Radzinowicz z kolei w Bułgarii wybudował imitację filmowej Saragossy. Epicki rozmach filmu nie został jednak w pełni wykorzystany, gdyż wedle odgórnych ustaleń film nie miał być barwny (jak zakładał Wajda), lecz czarno-biały. Na potrzeby utrzymania widowiskowości filmu Wajda wystarał się o kręcenie filmu w szerokoekranowym formacie. Wajda nie był do końca przekonany co do obsady. Pierwotnie w roli Krzysztofa Cedry miał wystąpić Zbigniew Cybulski, jako książę Gintułt – Gustaw Holoubek, jako kapitan Wyganowski – Adam Pawlikowski, a jako Napoleon – Tadeusz Łomnicki. Ostatecznie jednak Wajda powierzył owe role mniej znanym aktorom.
Podczas kręcenia filmu miał miejsce wypadek, w którym ciężko ranny został jeździec Adam Królikiewicz, który zmarł w wyniku obrażeń. Na potrzeby jednej ze scen, decyzją reżysera, zabito konia. Zwierzę zostało zrzucone ze skały.
Za plenery dla filmu posłużyły Walewice, Nieborów (pałac), Wyszogród, Sandomierz, Inowłódz, okolice Bogusławic (szarża pod Samosierrą), Wrocław, Spała, Tatry, Warszawa, a także tereny Bułgarii.

### Rozpowszechnianie
Premiera Popiołów w polskich kinach odbyła się 25 września 1965 roku. W 2000 roku film doczekał się wersji na płyty DVD, opublikowanej nakładem wydawnictwa Perspektywa. W 2014 roku Popioły przeszły rekonstrukcję obrazu i dźwięku, przeprowadzoną na zlecenie projektu KinoRP i Repozytorium Cyfrowego Filmoteki Narodowej. Zrekonstruowana wersja powróciła do kin 26 lutego 2014 roku. W 2020 roku Popioły ukazały się na płytach Blu-ray nakładem wrocławskiego wydawnictwa Filmostrada.

## Odbiór

### Recenzje
Film Popioły po premierze w 1965 roku obejrzało około 3 milionów widzów. Utwór Wajdy i Ścibora-Rylskiego sprowokował namiętną debatę na temat zarówno adaptacji Żeromskiego, jak i polskiej tożsamości narodowej. W recenzjach dominował ton oburzenia, reżyserowi zarzucano bowiem nie tylko defetystyczną postawę wobec polskich mitów historycznych, ale również brak prawdopodobieństwa historycznego.
Często stawianym zarzutem Wajdzie było odejście od realiów prozy Żeromskiego. Zbigniew Załuski z „Ekranu” pisał, że reżyser nie ma „ani subtelności, ani zrozumienia człowieka, ani złożoności postaw […]. U Żeromskiego legioniści polscy we Włoszech, choć obdarci i bosi, «szli wielkim, twardym, młodym, niestrudzonym». W filmie wloką się sztucznym, sztywnym półkroczkiem, jak dziady kościelne czy tabetycy”. Andrzej Kijowski na łamach tego samego pisma twierdził: „Wajda zgubił tę historię, ponieważ zanadto lubi historyczne malowidła”, co miało się odbić na mało wiarygodnej psychologii Rafała. Krzysztof Teodor Toeplitz z „Kultury” był z kolei oburzony zakończeniem filmu: „oto oślepły, ze zbielałą źrenicą Rafał Olbromski idzie, w mundurze wypchanym słomą, przez bezmierne białe pustkowie, zasłane śniegiem […]. Ani Wajda, ani jego scenarzysta nie zrozumieli Żeromskiego”. Wajdzie zarzucano, że odszedł od realizmu, przedstawiając przykładowo księcia Poniatowskiego siedzącego na koniu i trzymającego fajkę w ustach. Skandal wywołały sceny ukazujące egzekucje i gwałty dokonywane przez polskich żołnierzy na hiszpańskich zakonnicach; z niesmakiem przyjęto również okrucieństwo realizatorów wobec zwierząt (scena strącenia konia ze skały). Janusz Gazda pisał o Popiołach jako „rewelacyjnym komiksie artystycznym”, a Tadeusz Różewicz przyrównał wartość filmu do „kurtyny Siemiradzkiego w teatrze im. Słowackiego”. Tadeusz Miczka stwierdzał z przekonaniem, że Wajdowska adaptacja powieści Stefana Żeromskiego „była utworem nieudanym. Eklektyczna narracyjno-obrazowa struktura filmu skutecznie zamazywała intencję twórcy”.
Stefan Morawski z „Ekranu” był innego zdania niż np. Toeplitz, krytykując jego interpretację jako powierzchowną. Zdaniem Morawskiego ostatnia scena filmu „podkreśla to, o co upomina się KTT, a mianowicie: tragizm pokolenia, które porwane do walki najlepszymi intencjami musiało ginąć”. Zdaniem Wiktora Woroszylskiego z „Filmu” Popioły „są malownicze i dźwięczne, podniecające i pełne dynamizmu”. Woroszylski chwalił też pracę scenopisarską Aleksandra Ścibora-Rylskiego jako „wierną książce, nowatorską formalnie, skuteczną i ścisłą”. Według Konrada Eberhardta w sporze o mitologię „romantyczno-napoleońsko-szlachecką”, który zaogniła premiera Popiołów, „film Andrzeja Wajdy stanowi fakt dokonany, który będzie się liczył”. Tadeusz Nowakowski z Radia Wolna Europa przekonywał: „W tych Popiołach jest diament”.

### Stanowisko Wajdy i krytyka po latach
Ponieważ krytyka wobec Popiołów Wajdy często padała także z partyjnego stronnictwa Mieczysława Moczara (w „Żołnierzu Wolności”, „Walce Młodych”, „Głosie Pracy” i „Stolicy”), Wajda odpowiadał po latach na zarzuty wobec filmu w wywiadzie dla kwartalnika „Ethos”:
Oni, to znaczy moczarowcy, potrzebowali wroga – atakowano mnie bardzo ostro i demagogicznie: jak można pokazywać tragedię San Domingo, Polaków gwałcących hiszpańskie kobiety, rozstrzeliwujących powstańców w Madrycie? No, tylko problem w tym, że Żeromski to naprawdę opisał.
Z upływem czasu opinie na temat filmu Wajdy zaczęły się zmieniać. Historyk Piotr Witek w 2015 roku przekonywał, że reżyser „otwarcie kontestuje romantyczną, pełną patosu, heroiczno-bohaterską wizję historii, w której polscy żołnierze zawsze stoją po właściwej stronie sporu, walczą ze złem i są heroldami wolności własnej i cudzej”. Dostrzegłszy w Popiołach plastyczne nawiązania np. do obrazu Francisca Goi Trzeci maja 1808, Witek stwierdzał, że „film nie jest rekonstrukcją faktów, ale formą autorefleksji nad haniebnymi postawami Polaków i naiwno-romantyczną wizją historii”. Ksiądz Andrzej Luter w 2018 roku pisał, że „Popioły to znakomite, humanistyczne dzieło, które przetrwało próbę czasu i wciąż czeka na sumienną, pogłębioną analizę”. Luter opisywał film Wajdy jako „dzieło romantyka totalnego, a jednocześnie patrioty wiecznie niezadowolonego ze swojej ojczyzny, zmuszającego do myślenia, rozłupującego zastane stereotypy i schematy, które nie pozwalają myśleć konstruktywnie o przeszłości i przyszłości”. Ewelina Nurczyńska-Fidelska była natomiast zdania, że „zawarte w dzieje Rafała i Krzysztofa, a także strzępy doświadczeń Gintułta, choć wzbogacone wspaniałymi obrazami filmowej batalistyki, nie udźwignęły historycznej narracji Stefana Żeromskiego”. Zdaniem Tadeusza Lubelskiego ów efekt niedosytu spowodował niefortunny dobór zupełnie nieznanych aktorów: „tylko olśniewający występ Daniela Olbrychskiego w roli Rafała Olbromskiego zapewnił filmowi młodzieńczą dynamikę, pięknie też wypadł epizod Jana Nowickiego”.

## Nagrody i wyróżnienia
| Rok  | Instytucja                | Nagroda                               | Wynik     |
| ---- | ------------------------- | ------------------------------------- | --------- |
| 1965 | „Film”                    | Złota Kaczka za najlepszy film polski | Wygrana   |
| 1966 | Festiwal Filmowy w Cannes | Złota Palma                           | Nominacja |